# Fredy Guarín
Fredy Alejandro Guarín Vásquez (* 30. června 1986, Puerto Boyacá, Kolumbie) je bývalý kolumbijský fotbalový záložník. Hrál na postu středního záložníka.

## Klubová kariéra
- Envigado FC (mládež)
- Envigado FC 2004–2007
- →  CA Boca Juniors (hostování) 2005–2006
- →  AS Saint-Étienne (hostování) 2006–2007
- AS Saint-Étienne 2007–2008
- FC Porto 2007–2008
- →  FC Inter Milán (hostování) 2012
- FC Inter Milán 2012–2016
- Šanghaj Greenland Šenhua FC 2016–2019
- CR Vasco da Gama 2019–2020
- Millonarios FC 2021

## Reprezentační kariéra
Guarín nastupoval v kolumbijských mládežnických reprezentacích U17 a U20.
V A-týmu Kolumbie debutoval 24. 5. 2006 v přátelském zápase proti reprezentaci Ekvádoru (remíza 1:1). Celkově za kolumbijský národní výběr odehrál 57 zápasů a vstřelil v něm 4 branky (k 13. 10. 2015). Zúčastnil se ZP 2005 v USA, CA 2011 v Argentině a MS 2014 v Brazílii.